# Jean-Nicolas Pache
Pour les articles homonymes, voir Pache.
Jean-Nicolas Pache, né à Verdun le 5 mai 1746 et mort à Thin-le-Moutier (Ardennes) le 18 novembre 1823 , est un homme politique français, actif pendant la Révolution.

## Origines
Son père, Nicolas Pache, originaire d’Oron en pays de Vaud, s’installe en Lorraine où il se marie avec Jeanne Lallemand. Il est valet de chambre de l'évêque de Verdun quand Jean Nicolas naît à Verdun le 5 mai 1746. On ignore presque tout de son enfance sinon que son père a ensuite été portier suisse au service de la comtesse de La Marck, puis concierge de l'hôtel du maréchal de Castries.
Le maréchal de Castries s’intéresse au jeune Pache : il l'emmène en 1774 à l’École royale du génie de Mézières où il fait la connaissance de Gaspard Monge. Cette rencontre est le point de départ d'une longue amitié entre les deux hommes,. Le duc de Castries l'emploie aussi, dans les années 1770, comme précepteur de ses enfants. Lorsqu'il devint ministre de la Marine, Castries offre à son protégé un emploi de premier secrétaire et de munitionnaire général des vivres qu'il quitte en 1784 tout en continuant à recevoir un traitement.
La protection de Charles Eugène Gabriel de La Croix de Castries tient beaucoup au fait qu'on a prévu de marier le jeune homme à Marie-Marguerite Valette (1746-1786), la fille naturelle de Castries et de Marie-Anne Françoise de Noailles (1719-1793). Le couple a une fille, Marie-Sylvie, née en 1777, puis un fils, Jean, né en 1779 (qui prit le nom de Marin-Pache).
Probablement par la famille Curchod, Pache est aussi en relation avec les représentants de la banque suisse à Paris et avec le plus célèbre d'entre eux, Jacques Necker, qui lui obtient l'emploi de contrôleur de la Maison du roi. Ces fonctions « ne convenaient pas au caractère » de Jean-Nicolas Pache, qui démissionne en 1784, et se retire quelques années avec les siens en Suisse, probablement à Genève, où deux ans plus tard il perd son épouse.
Revenu à Paris, peu après la Révolution de 1789, sous l'injonction de Gaspard Monge, Pache occupe avec sa mère et ses deux enfants un appartement dans l'hôtel du maréchal de Castries. Or ce dernier est connu pour son hostilité fondamentale à la Révolution. Une émeute envahit l'hôtel au début de la Révolution et le met au pillage.
Pache a, auprès de certains de ses contemporains, la réputation d’un personnage calme épris des idées de Jean-Jacques Rousseau, bon père de famille que rien ne semble prédisposer à devenir un des hommes politiques et révolutionnaires de la Commune de Paris.
En août 1791, alors qu'il n'a encore aucune fonction officielle, il fait l'acquisition d'une ancienne abbaye, de ses dépendances et des terres agricoles, à Thin-le-Moutier, petite commune des Ardennes. Ce bien ayant appartenu au séminaire de Reims est vendu comme bien national et revendu aux enchères, le premier acquéreur n'ayant pu effectuer les versements. Pache est désigné dans l'acte de vente comme simple citoyen de Paris, et ancien premier secrétaire de la Marine.

## Les débuts politiques
Membre de la section du Luxembourg, il crée en janvier 1792 la société patriotique du Luxembourg où sont reçus ses amis scientifiques Gaspard Monge, Meusnier de La Place et Vandermonde, mais aussi Hassenfratz. Les statuts de cette société précisent qu’elle agit pour répandre dans le peuple la connaissance des devoirs et du rôle de chaque citoyen dans le fonctionnement de la Constitution. Pache habite alors rue de Tournon au no 13, l'actuel no 6 dans l'ancien hôtel Terrat appelé par la suite hôtel de Brancas, lequel appartient jusqu'en l'an VIII à Louis Paul de Brancas et son épouse Marie-Anne Grandhomme de Gisieux. Pendant cette période, Pierre-Simon Laplace y est aussi noté comme locataire.
Jean-Marie Roland le prend comme chef de cabinet dans le premier ministère girondin composé par Dumouriez et accepté par Louis XVI. Bien que d'opinion plus radicale, il a attiré l'attention de Monsieur Roland, comme de Madame, par son calme, par sa capacité de travail, et par sa simplicité. Madame Roland, dans ses Mémoires, le décrit arrivant tous les jours à sept heures du matin, un morceau de pain dans la poche. Puis Pache assiste Joseph Servan dans son ministère, à la demande de ce dernier, submergé de travail. En juin 1792, il partage la disgrâce de ces ministres girondins avec lesquels il a pris ses distances, et retourne à sa section. Il refuse ultérieurement plusieurs postes, dont l'intendance du garde-meuble.

## Le ministre de la Guerre

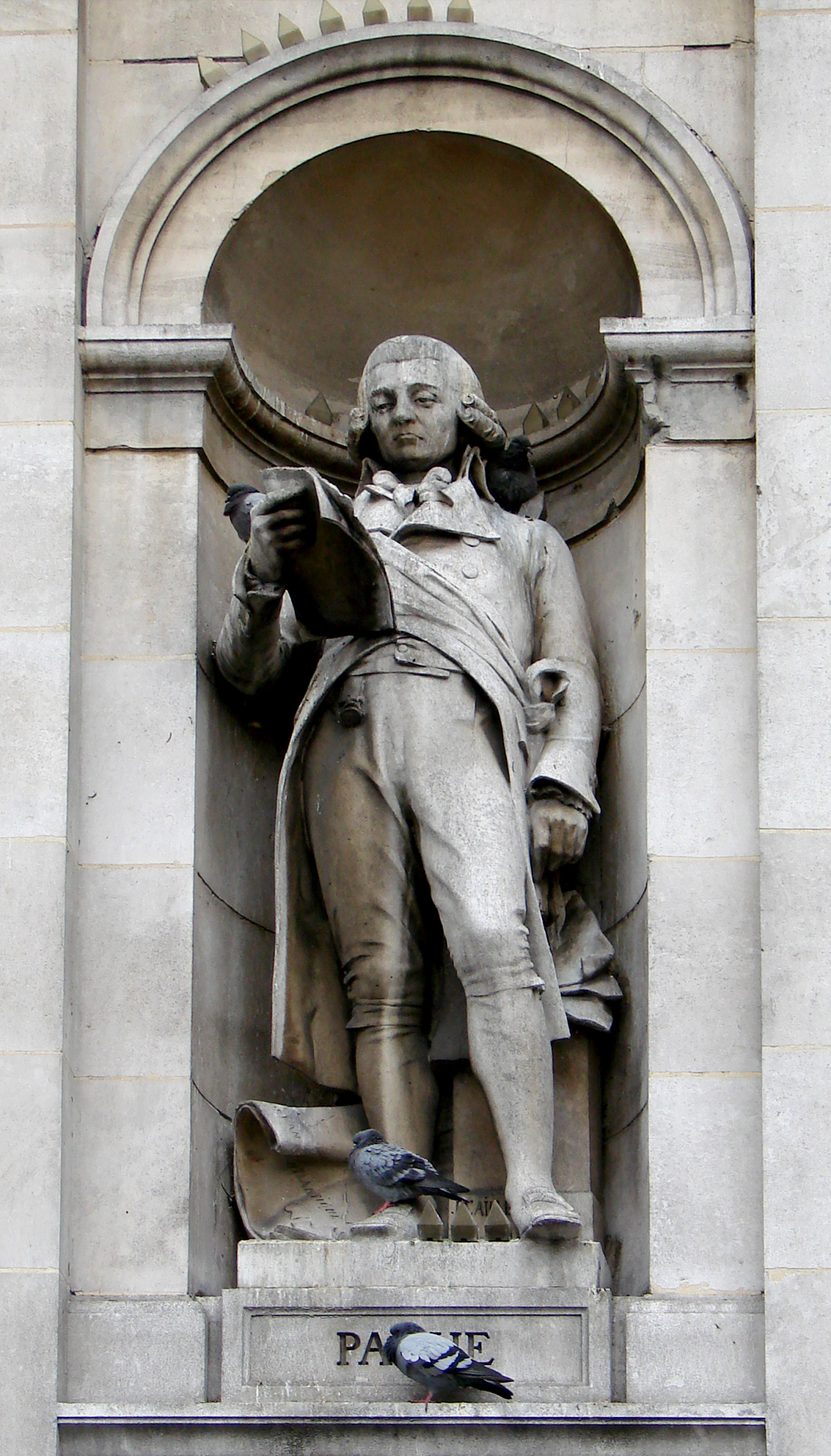
Statue de Jean-Nicolas Pache, façade de l'Hôtel de ville de Paris.

En septembre 1792, Jean-Nicolas Pache est sollicité pour devenir ministre de la Marine, mais il refuse, proposant son ami Gaspard Monge. À la demande de ce dernier, il accepte une mission à Toulon où la chiourme s'est révoltée. Puis, le 3 octobre 1792, alors qu'il se trouve toujours à Toulon, il est nommé ministre de la Guerre sur les recommandations de Jean Marie Roland qui le croit sans doute attaché à sa personne, mais dont il s'écarte de plus en plus en termes d’idées : Mme Roland le lui reproche amèrement dans ses Mémoires.
Au ministère, il fait procéder à des recrutements d’hommes passionnés par les événements révolutionnaires, alors que s'opère dans l'armée un renouvellement similaire des cadres. Le plus célèbre des nouveaux entrants au ministère est Jacques-René Hébert, auteur du journal le Père Duchesne, qui est témoin, à la mi-janvier 1793, au mariage de la fille de Pache, Sylvie avec François-Xavier Audouin. Ce dernier, révolutionnaire devenu haut fonctionnaire du ministère de la Guerre, y a été nommé également par son futur beau-père. Le ministre réforme également l'administration des vivres, celle des hôpitaux, celle de l'habillement, et celle de l'armement, réformes critiquées par ses adversaires politiques et par le général Dumouriez, alors à la tête de l'armée de la République.
Pache s'emploie également à contenir dans son rôle militaire ce général Dumouriez, ayant de grandes ambitions politiques, et auréolé de son succès de Valmy puis de Jemmapes. Ce militaire intrigue au sein des milieux politiques parisiens et garde également des contacts avec les puissances étrangères alors opposées à la République française. Plus encore que La Fayette et bien avant Napoléon Bonaparte, il tente d'inventer une figure nouvelle dans la politique française, de général, dernier recours des politiques, mettant à bas la frontière entre la chose militaire et la chose politique, et critiquant son ministre. Pache réussit à se maintenir quatre mois au ministère alors que huit ministres se sont succédé à ce poste en 1792 avant lui.
Pour un de ses adversaires politiques, le conventionnel Louis Sébastien Mercier, son rôle a été plus néfaste aux intérêts du pays que toutes les armées de la coalition. Pourtant, nommé ministre un mois après Valmy, il a su accompagner les succès des armées révolutionnaires. Celles-ci, après Jemmapes, occupent la Belgique et la rive gauche du Rhin, dépassant les limites naturelles que l'ancienne monarchie a fixées. Il s'est battu pour maintenir les prérogatives des politiques vis-à-vis de la hiérarchie militaire. Il a renouvelé l'encadrement du ministère pour en garantir le contrôle politique, ce qui bénéficiera à ses successeurs. Par contre, les révolutionnaires qu'il a introduit au sein de ce ministère, et dont il a favorisé l'ascension, se sont souvent comportés en apparatchiks.
Finalement, fin janvier 1793, les Girondins, ayant subi la démission de Jean-Marie Roland du ministère de l'Intérieur, font partir Pache du ministère de la Guerre et le remplacent, le 4 février 1793, par un ami de Dumouriez, Beurnonville.

## Le maire de Paris

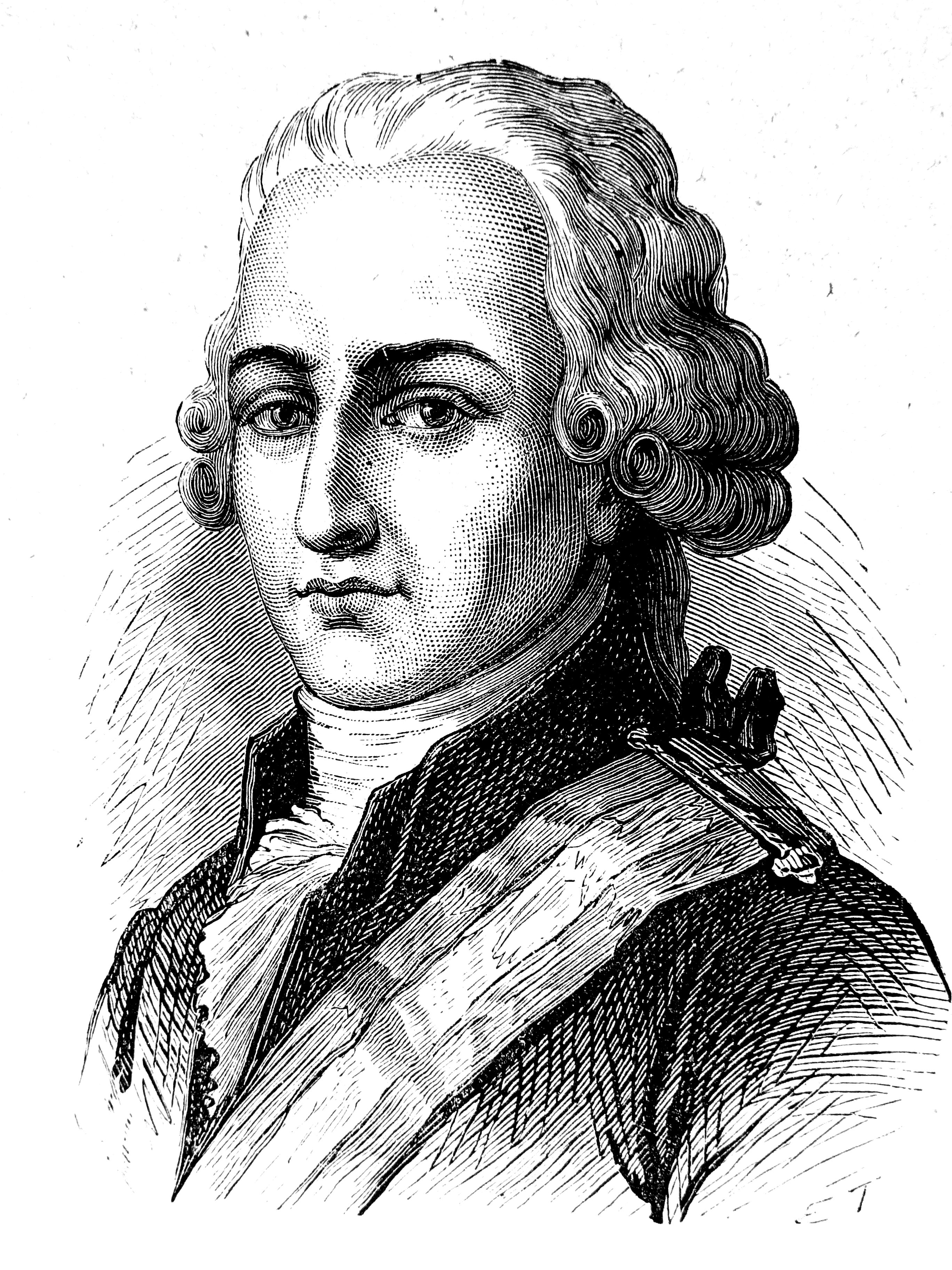
Jean-Nicolas Pache, gravure extraite de l’Album du centenaire : Grands hommes et grands faits de la Révolution française (1789-1804), 1889.

Au moment même où il quitte le ministère du Travail, Nicolas Chambon, un Girondin, maire de Paris difficilement élu quelques mois auparavant, démissionne, ouvrant la porte à de nouvelles élections. Les élections municipales d'octobre-novembre 1792 puis de février 1793 sont les seules élections municipales tenues au suffrage élargi, c'est-à-dire sans condition fiscale ou de ressources, pendant la décennie révolutionnaire. Il y a 50 % de plus de votants qu'aux élections précédentes de 1791, même si la proportion de votants représentent moins du dixième des électeurs potentiels. Pour autant, un député du Jura, Marc-François Bonguyod, évoque ultérieurement des manipulations et des fraudes dans les sections parisiennes (même si son recueil, Réflexions sur l'organisation des assemblées primaires, est consacré essentiellement aux élections législatives de 1792 qui ont précédé de quelques semaines ces élections municipales). Le 11 février 1793, Pache est élu puis, le 14 février, proclamé maire de Paris avec 11 881 suffrages sur 15 191 votants. À la commune de Paris, il retrouve Hébert élu peu de temps auparavant substitut du procureur.
À peine élu, il est confronté à une crise des subsistances et à une augmentation des prix des denrées. Ce sujet restera d'actualité toute la durée de son mandat. À peine arrivé à la tête de la commune, un groupe de femmes le sollicite ainsi pour qu'il les autorise à pétitionner à l'assemblée sur les prix de la nourriture et la punition des accapareurs. Il leur répond qu'elles n'ont pas besoin de son autorisation pour exercer leur droit de pétition, mais les encourage à le faire dans le calme. Mais ce mouvement s'amplifie. Le lendemain 25 février, des pillages commencent rue des Lombards et se propagent, alors que le commandant de la Garde nationale, Santerre, se trouve à Versailles. Pache appelle au calme et se porte à la rencontre d'un des attroupements perturbateurs, rue de la Vieille Monnaie, sans grand succès. Il doit arrêter de sa main un gendarme qui pille lui-même. Le calme met plusieurs jours à revenir.

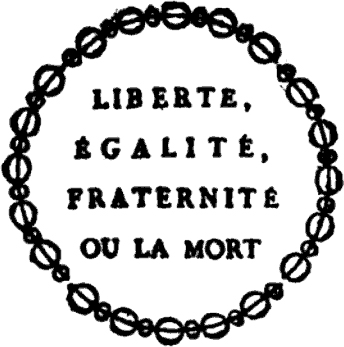
Devise républicaine placée par J.N. Pache sur les murs des édifices publics parisiens.

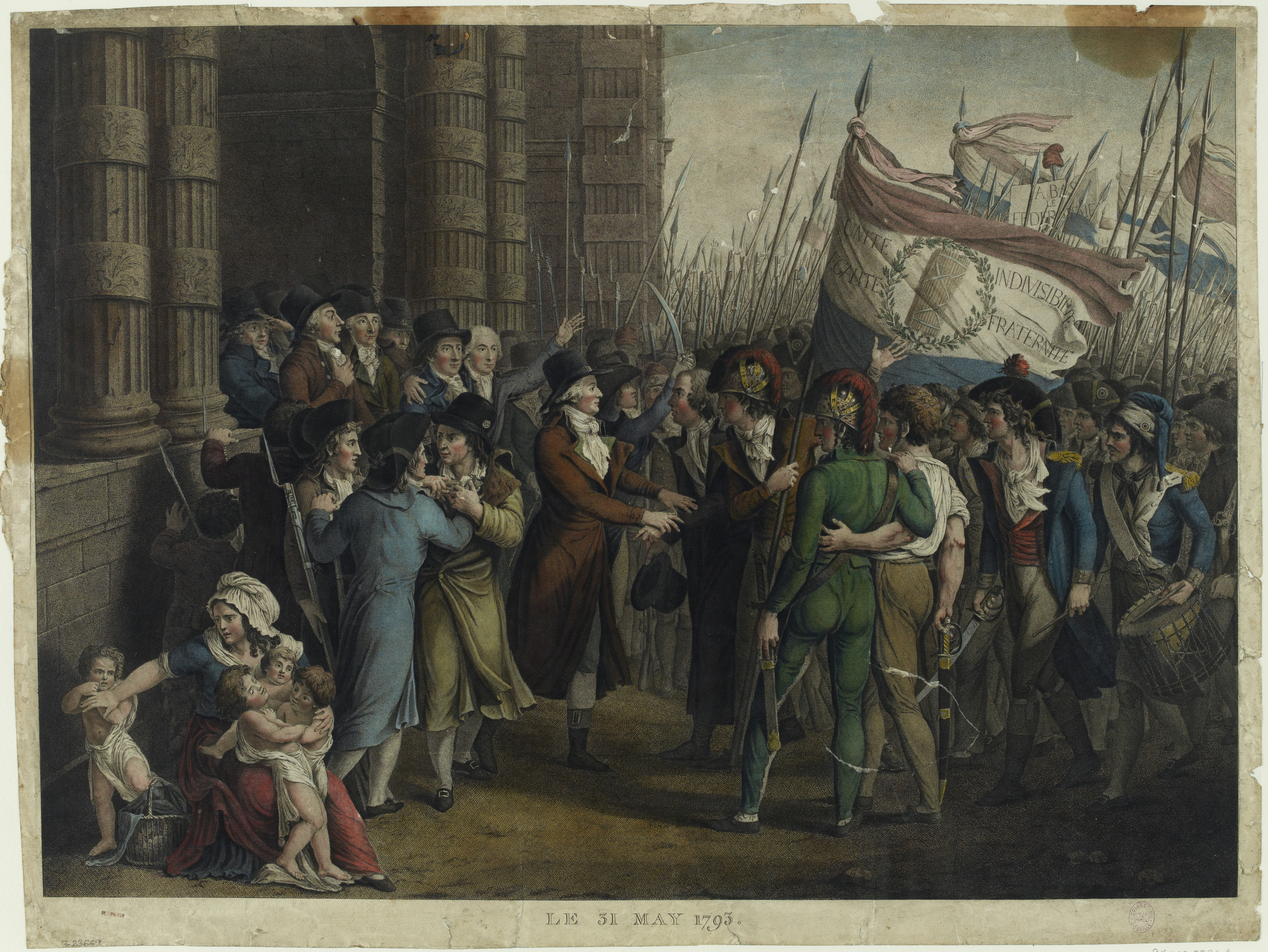
La Convention cernée par les Sections et la Commune de Paris le 31 mai 1793.

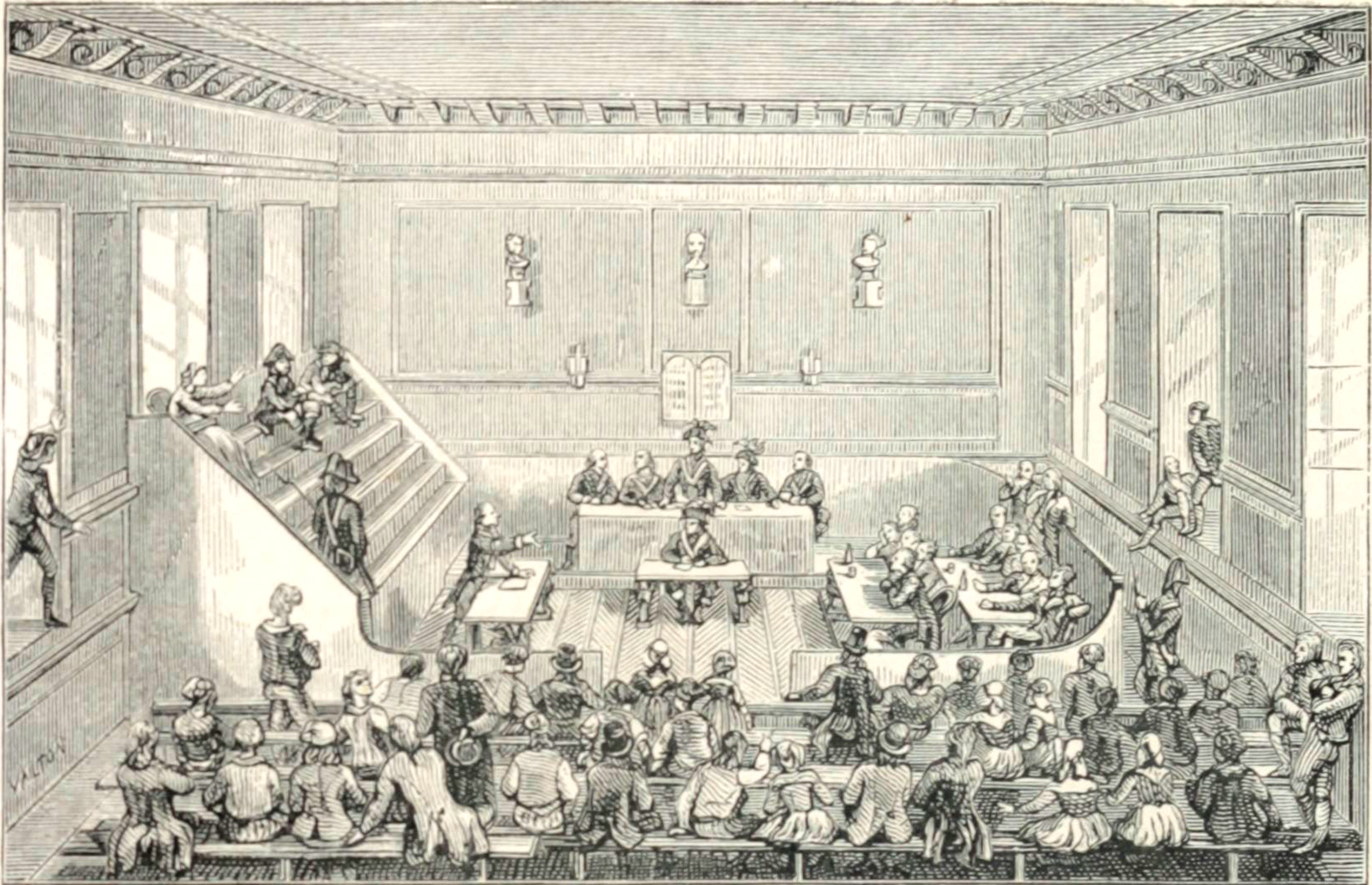
Tribunal révolutionnaire.

Constamment, Pache exhorte à se méfier des agitateurs, tout en faisant pression sur la Convention pour limiter la liberté économique des négociants. Il explique aussi de façon simple et laconique, par affichage, que s'en prendre aux arrivages de marchandises est contraire au bon approvisionnement de Paris.
Plus symboliquement, il fait inscrire sur les frontons des établissements publics de la capitale la devise proposée par Momoro : Liberté, Égalité, Fraternité.
Il se trouve confronté régulièrement à des manifestations et mouvements des sections parisiennes. Ainsi, le 10 mars 1793, il repousse les députations d'un mouvement insurrectionnel qui veut s'en prendre, physiquement, aux 22 députés girondins de la Convention. Ce jour-là, la commune n'osa pas favoriser un mouvement auquel les esprits n'étaient pas assez préparés, elle s'en indigna même très sincèrement.
En avril et mai 1793, la tension continue à monter entre Montagnards et Girondins. Le 15 avril, une pétition demandant l'expulsion des 22 Girondins de la Convention est adoptée par 35 des 48 sections de la Commune. Pache la signe après quelques hésitations et, prenant la tête du cortège des commissaires de section, la porte à la barre de la Convention.
Le 18 mai, la Convention, où de nombreux Montagnards sont absents, réagit en désignant une commission de 12 députés chargés d'examiner les actes de la Commune depuis un mois, mesure qui excite encore les passions. Le 20, les sections parisiennes font pression sur Pache pour qu'il prenne la tête d'un mouvement visant à enlever immédiatement les 22 Girondins au sein de la Convention. Pache replace ce qu'on exigeait de lui dans la limite de la loi et de ses fonctions, et limite les délibérations de la municipalité à la constitution d'une liste de suspects. Il s’élève aussi contre les actes de violence. Il reste ainsi fidèle à sa ligne directrice : assurer le succès de la Révolution en évitant les affrontements violents, et épargner à la Capitale les convulsions d'une guerre civile, comme elle en a connu sous l'égide d'un de ses prédécesseurs avec les massacres de septembre 1792, ou comme elle les connaîtra avec la réaction thermidorienne.
Le 24 mai 1793, la commission des 12 députés fait arrêter Hébert. À partir du 31 mai, une émeute menée par des sans-culottes des quartiers populaires et une majorité de sections municipales, avec à leur tête un quasi-inconnu, Claude-Emmanuel Dobsen, encercle l'Assemblée nationale. Ils ont avec eux la Garde nationale commandée par François Hanriot. Hébert est libéré. Hébert et Pache s'emploient à modérer les esprits. La Convention supprime la commission des 12, sans que ceci suffise. Et le 2 juin, toujours encerclée, la Convention cède et fait arrêter en son sein 29 députés girondins. Dans les semaines et mois qui suivent, près d'une centaine de Girondins, députés, ministres et diverses personnalités, sont également arrêtés.
Le 19 août 1793, dans une proclamation, Pache s'en prend à nouveau aux agitateurs qui utilisent la question des subsistances. Il évoque dans cette proclamation des malveillants ayant des visées contre-révolutionnaires.
Le 24 octobre 1793, Pache est le premier témoin cité à comparaître au procès des Girondins, devant le Tribunal révolutionnaire. Il se montre prudent et évasif. Il n'énonce aucun fait contre les accusés prouvant un complot prémédité de leur part. Il se contente de citer des refus de fonds financiers et des menaces d'arrestation à l'égard d'officiers municipaux.
À partir de décembre 1793, une opposition apparaît de plus en plus entre les amis politiques de Robespierre d'une part, et les Hébertistes d'autre part. Des rumeurs sur un projet de Vincent, Ronsin, Chaumette, Momoro ou Hébert circulent dans Paris, projet qui comporte l'établissement d'un grand juge. Si chacun des principaux membres de cette faction espère peut-être s'arroger à terme cette magistrature suprême, la fonction aurait été initialement dévolue à Pache, sans qu'il soit prouvé que celui-ci ait été consulté sur cette perspective qui l'exposait dangereusement. Le 4 mars 1794, à une séance du club des Cordeliers, les Hébertistes annoncent une insurrection prochaine. Velléités ou réel complot insurrectionnel ? Robespierre, Saint-Just et le Comité de salut public se doivent de réagir. Après s'être assuré de la neutralité du club des Cordeliers, Saint-Just présente un rapport à la Convention. Et le soir même, dans la nuit du 13 au 14 mars 1794, Hébert et ses amis sont arrêtés. Rapidement condamnés, ils sont exécutés le 22 du même mois.

## Le spectre de la guillotine

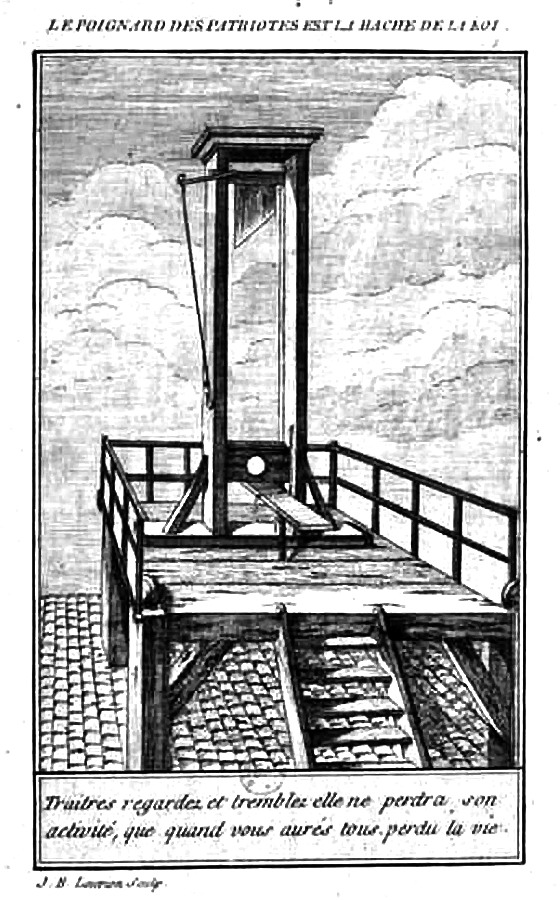
Affiche menaçant de la guillotine.

Bien que son nom ait été associé aux projets des Hébertistes, Pache n'est pas emporté dans cette charrette. Dès le 19 mars 1794, il est d'ailleurs à la barre de la Convention venu affirmer son respect des institutions et protester de la pureté de ses intentions. Plus tard, Lecointre de Versailles, porte-parole de ses collègues conventionnels, accuse le Comité de sûreté générale d'avoir « dans l'affaire d'Hébert, Vincent et autres, arrêté l'effet d'un mandat d'arrêt lancé contre Pache ». Il l'accuse aussi d'avoir « non seulement empêché Fouquier de mettre le mandat à exécution mais de ne pas permettre qu'il soit parlé de Pache, d'où il est résulté que la parole a été interdite aux témoins qui ont voulu parler de Pache et même aux accusés lorsqu'ils ont demandé qu'il parût ».
Paradoxalement c'est un incident survenu au domicile de son ami Gaspard Monge, dans le prolongement de ces événements, qui provoque la fin de sa carrière politique. Gaspard Monge recevait régulièrement des hommes politiques dans son salon rue des Petits-Augustins. Le 9 mai 1794 au soir, la fille de Pache, Mme Audoin, présente ce soir-là, se querelle avec Lazare Carnot, Prieur de la Côte-d'Or et d'autres membres du Comité de salut public, à propos du procès des Hébertistes encore très récent. Dénoncés par Lazare Carnot, tous les membres de sa famille furent arrêtés — à savoir Pache, sa fille Sylvie et son gendre Audouin, également son jeune fils, sa mère et un couple d'amis. Pache est placé en détention, tandis qu'on le remplace par Fleuriot-Lescot à la mairie de Paris.
Les membres de la famille Pache sont volontairement disséminés dans différentes prisons, et discrètement protégés par leurs amis, qui restent nombreux. Ils attendent ainsi la chute de Robespierre et sont tous épargnés. Ils sont libérés dès le 14 thermidor an II et les scellés apposés au domicile des Pache levés le lendemain. Sylvie, la fille de Pache, est libérée le 20 thermidor.
Pache est encore cité dans une mise en accusation le 19 prairial an III au Tribunal criminel du département d’Eure-et-Loir chargé de juger les auteurs de l'insurrection du 1er prairial an III et les anciens montagnards suspectés d'être à l'origine de ce mouvement populaire contre la Convention. Mis en prison à Chartres, il bénéficie de la loi d'amnistie du 4 brumaire an IV (2 octobre 1795) et est de nouveau remis en liberté. Revenu à Paris, il y reste huit jours, et décide rapidement de quitter la ville, soumise à la Terreur blanche.

## Sa retraite à Thin-le-Moutier

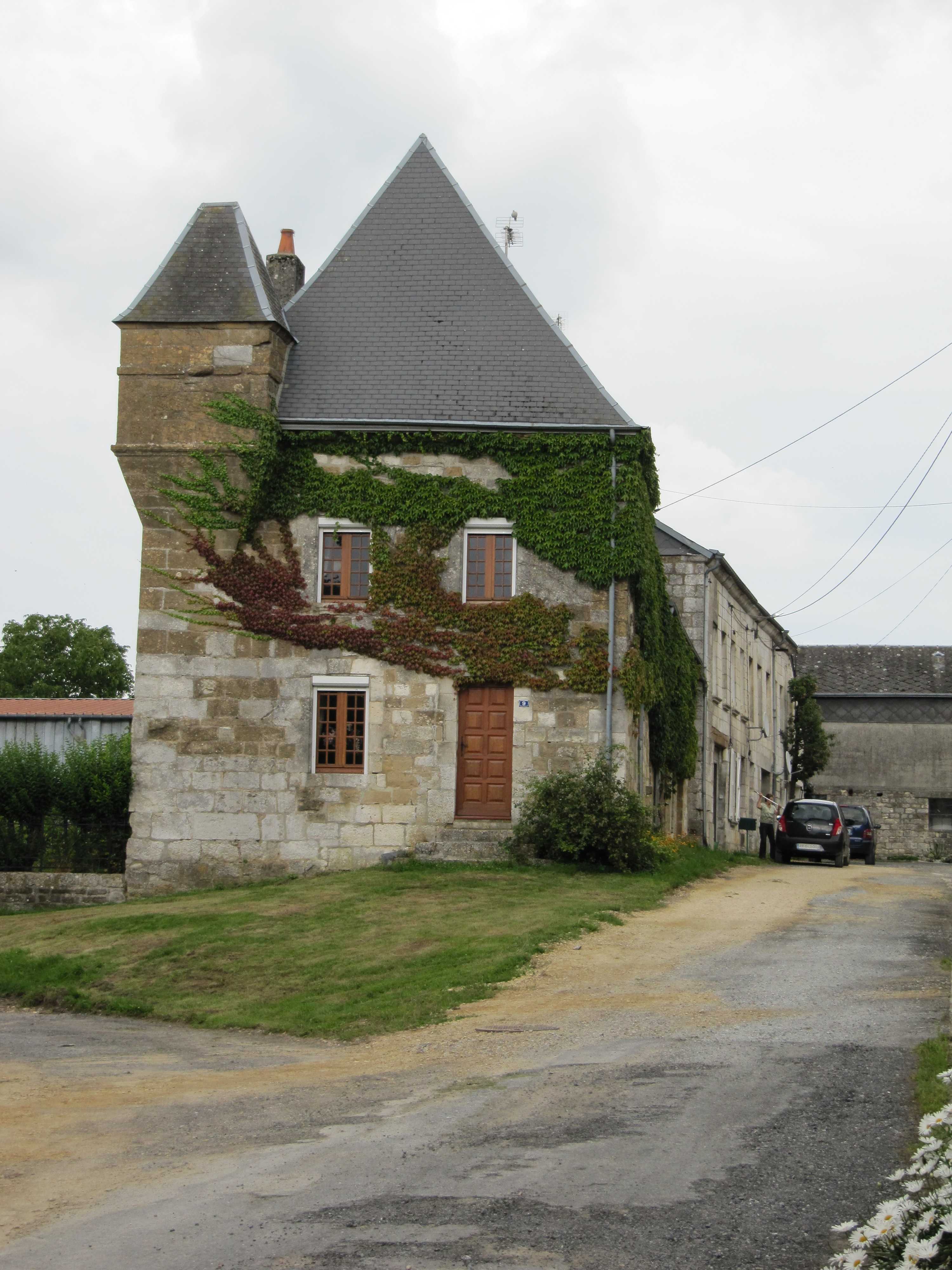
Maison de Jean-Nicolas Pache à Thin-le-Moutier (photographiée en 2011).

Il se réfugie dans sa propriété de Thin-le-Moutier. Il quitte la capitale qu'il a administrée en se cachant dans une voiture chargée de paille, puis continue habillé en paysan, jusqu'à la porte du fermier qui exploite ses terres. Son arrivée ne fait pas sensation dans ce petit village des Ardennes, loin de l'agitation parisienne. Il évite de se montrer et de se manifester pendant plusieurs mois, et doit subir des tracasseries juridiques et des citations à comparaître jusqu'au coup d'État du 18 fructidor an V (4 septembre 1797), qui prive ses adversaires les plus acharnés de moyens de lui nuire.
Son mode de vie, son habillement, son mobilier sont modestes.
Avec l'accord bienveillant de l'administration départementale, il devient quelque temps membre de la Société d'agriculture, arts et commerce du département des Ardennes. Mais, à la suite du coup d'État du 18 brumaire, il se retire complètement de la scène publique, par prudence probablement, mais aussi sans doute par déception.
En 1803, le Premier consul Napoléon Bonaparte se rend en visite en Ardennes, accompagné de Gaspard Monge. Celui-ci vient un soir à Thin-le-Moutier au domicile de son ami Pache, porteur d'une lettre de Bonaparte avec des propositions. Pache raccompagne son visiteur, le lendemain matin, jusqu'à la sortie de la vallée et ils s'embrassent une dernière fois,.
L'ancien conventionnel et ministre de la Guerre, Dubois-Crancé, installé dans une autre petite commune des Ardennes, vient également à Thin-le-Moutier partager quelques instants avec lui, mais sans avoir d'autre objectif que le plaisir de le revoir. Ses enfants et ses petits-enfants viennent aussi régulièrement lui rendre visite, même si sa fille Sylvie et son gendre Audoin devenus royalistes après 1815. Il meurt d'une pleurésie en 1823.